# Kortsnuitzaaghaai
De kortsnuitzaaghaai (Pristiophorus nudipinnis) is een vis uit de familie van zaaghaaien (Pristiophoridae) en behoort derhalve tot de orde van zaaghaaien (Pristiophoriformes). De vis kan een lengte bereiken van 122 centimeter.

## Leefomgeving
De kortsnuitzaaghaai is een zoutwatervis. De vis prefereert een subtropisch klimaat en leeft hoofdzakelijk in de Indische Oceaan op dieptes tussen 37 en 165 meter.

## Relatie tot de mens
De kortsnuitzaaghaai is voor de visserij van beperkt commercieel belang. In de hengelsport wordt er weinig op de vis gejaagd.